# Grande Buda da Tailândia
O Grande Buda da Tailândia, conhecido formalmente como Phra Buddha Maha Nawamin e Mahaminh Sakayamunee Visejchaicharn (em tailandês:  พระพุทธมหานวมินทรศากยมุนีศรีวิเศษชัยชาญ ; RTGS: Phra Phuttha Maha Nawaminthara Sakkayamuni Si Wiset Chai Chan), foi em novembro de 2018 a estátua mais alta da Tailândia, a segunda estátua mais alta do Sudeste Asiático e a nona mais alta do mundo.
O templo Wat Muang original foi destruído durante o saque da antiga capital tailandesa Aiutaia pelos birmaneses no século XVIII, as origens exatas do templo são desconhecidas. Após anos de trabalho, a reconstrução de Wat Muang foi concluída em 1982. Em 1990, a construção do Grande Buda começou e foi concluída 18 anos depois, custando cerca de 131 milhões de bates.

## Nomes
O nome da estátua, Phra Phuttha Mahanawamintra Sakayamunee Sri Visejchaichar (em tailandês:  พระพุทธมหานวมินทรศากยมุนีศรีวิเศษชัยชาญ), foi dado por Phra Khru Vibul Arjarakun, e significa "o Senhor Buda de Wiset Chai Chan, Construído em Honra ao Rei Bhumibol". O nome é uma mistura de palavras em sânscrito: Phra Phuttha (lit.  "Senhor Buda", sânscrito varabuddha); Mahanawamintra (título real de Bhumibol, sânscrito mahānavamindra), Sakayamunee (sânscrito śākyamunī ) e Visejchaicharn (sânscrito śrīviśeṣajayajāña).
A estátua também é conhecida como Luangpho Yai (หลวงพ่อใหญ่) ou Luangpho To (หลวงพ่อโต); nenhum dos termos se refere a qualquer estátua específica de Buda. Os nomes significam literalmente Grande Buda e são usados para qualquer estátua colossal de Buda.

## Descrição
Localizada no templo Wat Muang na província de Ang Thong, esta estátua tem 92 metros  de altura e 63 metros de largura. A construção começou em 1990 e foi concluída em 2008. É feita de concreto e pintada de ouro. O Buda está na postura sentada chamada postura Maravijaya.
A estátua foi construída seguindo a ordem de Phra Kru Vibul Arjarakhun, o primeiro abade do templo Wat Muang, para celebrar o rei Bhumibol da Tailândia. A estátua foi construída usando o dinheiro doado de fiéis budistas, considerando o ato de fazer mérito. O orçamento gasto na estátua foi de aproximadamente 131 milhões de bates.
Próximo à estátua existe um jardim chamado "Jardim do Inferno" com estátuas representando várias cenas do inferno budista. Outras esculturas próximas em exposição celebram os Deuses e Reis e a Tailândia e celebram os eventos da Guerra birmano-siamesa.